# Козловка (Инсарский район)
Козловка — село в Инсарском районе Мордовии в составе Русско-Паевского сельского поселения.

## География
Находится на расстоянии примерно 7 километров по прямой на запад от районного центра города Инсар.

## История
Село возникло во второй половине XVII века. Упоминалась в 1869 года как казённая деревня из 120 дворов. В 1867 году была возведена деревянная Михайло-Архангельская церковь, разрушенная в советское время.

## Население
| 1989 | 2002 | 2010 |
| ---- | ---- | ---- |
| 76   | ↘50  | ↘14  |

Постоянное население составляло 50 человек (русские 99 %) в 2002 году, 14 в 2010 году.